# Елизабет фон Хоя
Елизабет фон Хоя (на немски: Elisabeth von Hoya; * ок. 1264; † 1320) е графиня от Хоя и чрез женитба графиня на Регенщайн в Харц.

## Произход
Тя е дъщеря на граф Хайнрих II фон Хоя († 1290) и втората му съпруга Юта фон Равенсберг († 1282), дъщеря на граф Лудвиг фон Равенсберг († 1249) и Гертруда фон Липе († 1244). Сестра ѝ София († 1301) е абатиса в Басум (1294 – 1300).

## Фамилия
Елизабет фон Хоя се омъжва пр. 21 август 1293 г. за граф Хайнрих III фон Регенщайн († 20 септември 1311/1312), син на граф Хайнрих II фон Регенщайн (IV) († 1284/1285) и първата му съпруга фон Волденберг († ок. 1274). Те имат седем деца:
- Матилда фон Регенщайн († сл. 23 август 1334), омъжена I. между 2 февруари и 28 юли 1308 г. за граф Фридрих IV фон Фалкенщайн († 1310), II. между 5 юни и 29 юли 1312 г. за граф Гюнтер IX фон Кефернбург-Люхов († 1332/1333)
- Хайнрих V фон Регенщайн († 24 януари 1355/25 февруари 1359), граф на Регенщайн, женен I. за графиня Елизабет фон Ваймар-Орламюнде († сл. 1320); II. на 22 май 1339 г. за графиня София фон Мансфелд-Кверфурт († 1344/1353)
- Улрих IV фон Регенщайн († 15 август 1336/25 ноември 1338), граф на Регенщайн, женен и има две дъщери
- Зигфрид фон Регенщайн († 10 ноември 1346/23 декември 1346), домхер в Халберщат (1312), домхер в Хилдесхайм (1315), домхер в Магдебург (1320 – 1344), приор на манастир Петерсберг в Гослар (1324 – 1326), катедрален шоластик в Хилдесхайм (1326 – 1344), катедрален дехант в Хилдесхайм (1344 – 1346)
- Герхард фон Регенщайн († сл. 1320)
- Елизабет фон Регенщайн († сл. 1313)
- Хайнрих IV фон Регенщайн (* 1293; † сл. 31 юли 1314), граф на Регенщайн